# Ложкин, Борис Евгеньевич
Бори́с Евге́ньевич Ло́жкин (укр. Борис Євгенович Ложкін; род. 23 октября 1971, Харьков, УССР, СССР) — украинский бизнесмен, владелец инвестиционной компании. Президент Еврейской конфедерации Украины (с мая 2018 года). С июня 2018 года — вице-президент Всемирного еврейского конгресса (World Jewish Congress). С марта 2019 года — Первый Вице-президент Евро-Азиатского Еврейского Конгреса.
С 10 июня 2014 года по 29 августа 2016 года — глава Администрации президента Украины.

## Биография

### Ранние годы
В 1988 году окончил среднюю школу № 99 в Харькове.
В 1997 году окончил Харьковский государственный педагогический институт по специальности «Русский язык и литература».
По данным официальной биографии, которая была опубликована на сайте Администрации президента Украины, в 1990—1992 годах Ложкин прошёл курс «Менеджер высшего звена управления» факультета международного менеджмента и коммерции Харьковского филиала негосударственного «Международного института гуманизации и развития образования (США)».
С 1985 года (в возрасте 14 лет) параллельно с учёбой начал журналистскую карьеру в качестве внештатного корреспондента газет «Ленинская смена» и «Вечерний Харьков». Через три года стал штатным журналистом и выпускающим редактором ежедневной газеты «Вечерний Харьков».

### Бизнес-деятельность
Предпринимательскую деятельность начал во время учёбы в университете, в 18 лет создав в Харькове торговую сеть по продаже книг и периодики. Параллельно с развитием собственного бизнеса Борис Ложкин продолжал журналистскую карьеру в прессе и на телевидении.
В конце 1990 года 19-летний Ложкин создал одно из первых коммерческих изданий в СССР — газету АТВ, публиковавшую истории о звёздах кино и ТВ, а также телепрограммы. Ложкин был и издателем и главным редактором этой газеты.

### Запуск «Теленедели»
Газета АТВ пользовалась в Харькове успехом. Благодаря вырученным от её продажи средствам, Борис Ложкин с партнерами основал рекламное агентство полного цикла и тв-продакшн, а осенью 1994 года вышел первый номер телегида «Теленеделя».
Всего за два года «Теленеделя» стала самым тиражным изданием в стране, запустив региональные версии в 10 крупнейших городах Украины.
Спустя 9 лет (в ноябре 2003 года) Ложкин выходит на российский рынок. Основанный им совместно с партнерами издательский дом «Популярная пресса» в 2005 году запускает в России журнал celebrity-журнал «Теленеделя». В течение трёх лет на территории РФ заработало более 20 региональных предприятий (от Москвы до Владивостока), а в 2013 «Теленеделя» вошла в топ-10 крупнейших печатных брендов постсоветского пространства с аудиторией 5,2 млн читателей. Формат популярного издания — эксклюзивные интервью со звёздами шоу-бизнеса, фоторепортажи со знаменитостями, специальные проекты с их участием.
По словам самого Ложкина, «Теленеделя» стала локомотивом, который потянул за собой весь состав брендов, для управления которыми в конце 1990-х Ложкин создал компанию «Украинский медиа холдинг», переименованную позже в UMH group.

### Создание медиа-холдинга
К 30 годам Борис Ложкин, кроме «Теленедели», издавал популярный журнал «Футбол», подписал долгосрочный контракт на издание газеты «Аргументы и факты — Украина», стал совместно с ПриватБанком владельцем газеты «Комсомольская правда в Украине», запустил украинские версии «Экспресс-газеты», «Известий», и «Совершенно секретно».
В 2000 совокупный тираж изданий «Украинского медиа холдинга» достиг 58 млн экземпляров. В 2012 году Издательский дом группы Ложкина являлся крупнейшей издательской компанией Украины, а общий тираж 40 входящих в ИД изданий составлял около 115 млн экземпляров.
В 2002 году Ложкин в партнёрстве с Геннадием Боголюбовым открыл в Киеве современный полиграфический комплекс. С 2006 года развивает торговое направление — национальная сеть по продаже периодики и сопутствующих товаров «Твоя пресса» вскоре стала крупнейшей на Украине.
C 2010 года Борис Ложкин активно пополнял портфель медиабрендов: заключил стратегические контракты с известными американскими издательскими домами Forbes Media и Conde Nast, предоставившими Ложкину право издавать на Украине журналы Forbes (выходит с 2011), Vogue (с начала 2013) и прочие.
Согласно оценке «РБК. Рейтинги», UMH group Бориса Ложкина вошла в число 15 крупнейших медиа-компаний постсоветского пространства.
По итогам 2013 года Борис Ложкин вошёл в тройку топ-менеджеров Украины по версии журнала «Компаньон».

### Радиобизнес
Как и в случае с печатными активами, Ложкин начал строить радио-бизнес с работы на региональных рынках. Первую сделку он заключил в 1998 году, купив акции харьковской радиостанции «Радио-50». Следующим важным шагом стало партнерство Ложкина с братьями Суркисами в радио «Киевские ведомости». В 2013 году в управлении UMH group находились 4 сетевых («Авторадио», «Ретро FM», «Наше радио», Europa Plus) и 3 локальные («Джем FM», «Голос Столицы» и «Lounge FM») радиостанции. Помимо собственных радиостанций, Ложкин активно участвовал в запуске украинской версии «Радио Алла», созданного компанией ПрофМедиа совместно с Аллой Пугачёвой. С момента запуска первой радиостанции в 2001 году, UMH group стала одним из двух крупнейших холдингов украинского радиорынка с дневной аудиторией 3 млн человек.

### Интернет-направление
Начиная с 2008 года главным направлением развития бизнеса для UMH group стал Интернет.
По охвату аудитории UMH вошёл в топ-5 компаний, оперирующих на украинском рынке, среди которых международные корпорации Google, Mail.ru и Yandex. Среди веб-проектов UMH насчитывает 15 популярных ресурсов, в числе которых лидирующие проекты: korrespondent.net, bigmir.net, i.ua, football.ua. Немалую роль в успехе интернет-направления сыграла сделка по покупке Ложкиным в партнерстве с Петром Порошенко компании KP media. Впоследствии Ложкин объединил часть интернет-активов (порталы) с «Медиа группой Украина» (входит в СКМ Рината Ахметова) в компанию United Online Ventures.

### Инвестиции и бизнес-партнёры
По оценке экспертов международного фонда «Возрождение», UMH изначально создавался для получения прибыли и являлся равноудаленным от всех политических сил, несмотря на бизнес-партнёрства Ложкина с олигархами и крупными бизнесменами (Геннадий Боголюбов, Игорь Коломойский, Григорий и Игорь Суркисы, Петр Порошенко, Ринат Ахметов, Эдуард Прутник и др).
В 2008 году UMH Group под руководством Бориса Ложкина первой среди украинских медиа-компаний провела частное размещение на Франкфуртской фондовой бирже, выручив 45 млн долларов за 15 % акций и получив капитализацию в 300 млн долларов.
В течение 2012 года Борис Ложкин активно искал инвестиции для динамично развивающейся компании. После изучения рыночной конъюнктуры на мировых биржевых площадках инвестиционные банкиры рекомендовали совету директоров UMH group работать с частными инвесторами.
В итоге акционеры UMH group, рассматривая несколько различных предложений, остановили выбор на предложении украинской группы ВЕТЭК.

«Примерно в течение последних двух лет рассматривалась возможность для компании UMH провести IPО, за счёт которого хотели получить 70-100 млн долларов. В основном, средства требовались на агрессивный органический рост и на приобретение новых активов. Однако от проведения IPО пришлось отказаться. Единственная причина отказа от IPО — рынок был закрыт, его состояние не позволяло получить нужную цену. Если говорить о продаже контрольного или близкого 100 % пакета компании UMH, то ею всегда интересовались стратегические инвесторы. Напомню, что в 2008 году, когда было проведено IPO, цена компании составляла 300 млн долларов. С той поры UMH существенно вырос, у него стало больше активов. Очевидно, что и выросла его цена».— из интервью генерального директора компании Concorde Capital Игоря Мазепы изданию «Деньги.ua» 21 июня 2013 года.

### Сделка по продаже UMH Group
В июне 2013 года Борис Ложкин объявил о заключении сделки по продаже за 315 млн евро 98 % акций UMH group группе компаний ВЕТЭК Сергея Курченко. Экспертная оценка суммы сделки, публиковавшаяся в прессе — 400—500 миллионов долларов. 5 ноября 2013 года Борис Ложкин объявил о досрочном закрытии сделки по продаже компании ВЕТЭК 99,9 % акций UMH group. Все финансовые обязательства по сделке были полностью выполнены.
Сделку по продаже UMH Group обслуживали более 30 юристов из украинских и зарубежных юридических компаний. Как заявил партнер юридической компании «Ващенко, Бугай и партнеры» Денис Бугай, эта сделка была заключена согласно английскому праву и полностью отвечала европейским стандартам. Также было привлечено европейское escrow-агентство, которое гарантировало получение оплаты за актив и передачу актива покупателю по оговоренным условиям. Одной из компаний, представляющей Ложкина и его партнеров, была юридическая фирма «Василь Кисиль и партнеры». Партнер фирмы Алексей Филатов сообщил, что советником UMH по английскому праву была фирма Wragge.
Генеральный директор группы «Континиум» (в 2012 году готовил UMH group к IPO) Андрей Пивоварский назвал сделку «сильной для акционеров компании», а миллиардер Виктор Пинчук заявил: «с точки зрения бизнеса считаю это правильным и своевременным решением, и что с этой сделкой его можно только поздравить». Совладелец «Дельта Банка» Николай Лагун отметил, что «UMH — интересный объект для инвестирования. Судя по информации в прессе, сумма сделки $450-500 млн — компанию оценили по достоинству». Продюсер и бывший президент «СТС Медиа» Александр Роднянский сообщил, что «в нынешней не очень позитивной конъюнктуре, когда международные инвесторы не стремятся в страну и мировая ситуация не идеальная — это редчайшая возможность: продать такую крупную компанию, причем медийную, не имеющую отношения ни к каким природным ресурсам».

## Общественная деятельность
В 1997 году основал фонд «Молодой Харьков».
С 1994 по 1998 — депутат Дзержинского райсовета Харькова.
С 1997 по 1998 — советник министра экономики Украины Виктора Суслова.
С 1998 по 2002 год депутат Харьковского горсовета.
С 2003 года — член совета предпринимателей при Кабинете министров Украины.
Президент Украинской Ассоциации издателей периодической прессы (2004—2006). С 2008 по настоящее время — вице-президент по международным вопросам.
С 2006 года по 2014 год — член правления WAN-IFRA — крупнейшего профессионального объединения масс-медиа и прессы, представляющее более 18 тысяч печатных изданий, 15 тысяч интернет-изданий, 3 тысячи издательских домов из более чем 120 стран мира. Штаб-квартиры организации находятся в Париже (Франция) и Дармштадте (Германия).
Участник совета инвесторов телепроекта канала ICTV «Украинская мечта» (вместе с Эдуардом Прутником и Кириллом Дмитриевым, 2010)
Инициатор и организатор Всемирного газетного конгресса WAN-IFRA в Киеве (2012). В 2013 году Борис Ложкин на 65-м Конгрессе WAN-IFRA (Бангкок) выступил с докладом о направлении развития медиа на постсоветском пространстве.
В мае 2018 года Борис Ложкин возглавил Еврейскую конфедерацию Украины.
В мае 2021 года Ложкин был переизбран вице-президентом Всемирного еврейского конгресса.

## Глава Администрации президента Украины

### Назначение
10 июня 2014 года президент Украины Петр Порошенко назначил Бориса Ложкина главой своей администрации.
В декабре 2014 г. в интервью интернет-изданию «Украинская правда» Ложкин назвал три причины, заставившие его принять предложение Петра Порошенко возглавить Администрацию президента: «Первая причина, естественно — это президент, которого я уважаю и с которым у меня длинная история позитивных взаимоотношений. Я понимал, что нужно на этом этапе подставить плечо. Второе — это менеджерский вызов. Одно дело UMH, хотя это тоже непростая компания, а другое — Администрация президента. И третья, не по важности — они все важные — это всплеск патриотизма. Он в этом году проявился у многих людей, у меня тоже. Это иррациональное, наверное».

### Кадровая политика
В течение второй половины 2014 года Администрация Президента Украины активно привлекала на государственные должности менеджеров из частного сектора, а также госуправленцев, имеющих успешный опыт проведения реформ в других странах. При участии Бориса Ложкина в 2014 году на работу в Администрацию президента пришли генеральный директор компании «Майкрософт Украина» Дмитрий Шимкив (замглавы АП, отвечает за реформы) и партнёр юридической фирмы «Василь Кисиль и Партнёры» Алексей Филатов (замглавы АП, отвечает за судебную реформу).
В конце 2014 года по предложению Ложкина команда президента делегировала в состав правительства и других органов власти профессиональных менеджеров-технократов из-за рубежа. В состав Кабинета министров, утверждённого Верховной радой 2 декабря 2014 года, вошли: экс-гражданка США Наталья Яресько (министр финансов), бывший гражданин Литвы Айварас Абромавичус (министр экономического развития и торговли), а также экс-гражданин Грузии Александр Квиташвили (министр здравоохранения до 1 июля 2015).
По словам Бориса Ложкина, новый подход кадровой политике заключался в том, чтобы «инфицировать» власть людьми с новым образом мышления: «До сих пор государство было главным источником обогащения. Теперь во власть должны прийти новые люди с новыми принципами: люди некоррупционные, с европейским менталитетом, с видением того, что они строят, с желанием — очень сильным — изменить эту систему, поломать её».

### Реформы
В июле 2014 года Борис Ложкин занялся координацией работы группы сотрудников АП и экспертов, разрабатывающих среднесрочный план развития и реформирования Украины — «Стратегию устойчивого развития „Украина-2020“. Итоговый план включил в себя 62 направления реформ в экономике, политической и социальной сферах. Из них приоритетными определены восемь реформ и две программы. Важной особенностью документа является то, что он определяет 25 ключевых показателей успешности развития страны.

„Нам важно было подготовить для страны KPI и определить сроки. Базовая цель — к 2020 году мы должны отвечать требованиям Евросоюза по основным параметрам жизнедеятельности государства и общества“— Борис Ложкин в интервью liga.net, 14 апреля 2015 года.
12 января 2015 года президент Украины подписал указ „О Стратегии устойчивого развития“ Украина-2020».
В июле 2014 года Борис Ложкин запустил процесс оптимизации аппарата Администрации президента и повышения эффективности сотрудников. В итоге обновление персонала составило 40 % граничной численности, менеджерского состава — на 70 %. Для каждого сотрудника разработаны ключевые показатели эффективности его работы (KPI).
После досрочных выборов в Верховную Раду, прошедших 26 октября 2014 года, Борис Ложкин координировал работу по созданию парламентского Коалиционного соглашения — ключевого документа, определяющего план действий украинской власти на ближайшее время. Соглашение подробно описывает конкретные действия, которые должны быть выполнены. 59 % запланированных действий имеют точные сроки исполнения (в экономической сфере — 66 %). «Это Коалиционное соглашение абсолютно другого уровня, чем были ранее. Мы взяли в качестве примера лучшие образцы — норвежский, английский, немецкий. Мы должны были точно описать, что обязан сделать этот парламент», — рассказал Борис Ложкин во время дискуссии в КМБШ.
В конце 2014 года при поддержке АП представителями гражданского общества и IT-бизнеса создана система электронных допороговых госзакупок ProZorro (для закупки товаров и услуг до 100 тыс. грн. и работ до 1 млн грн.). В феврале 2015 года система была запущена в тестовом режиме. Кроме АП к ней присоединились некоторые министерства, госкомпании (Минюст, Мининфраструктуры, Энергоатом и т. д.). В апреле 2015 года Национальный совет реформ обязал все органы власти начать использование ProZorro в проведении допороговых закупок.
В 2014 — начале 2015 гг. Борис Ложкин курировал процесс законодательного лишения прокуратуры функции общего надзора, а также создания Национального антикоррупционного бюро. В это же время координировал создание и функционирование Совета по вопросам судебной реформы. Инициативы Совета были одобрены Верховной Радой: принят закон «О справедливом суде», в первом чтении приняты изменения в Конституцию относительно пересмотра вопроса о неприкосновенности судей.

"Впервые за 23 года удалось ликвидировать рудимент советской прокуратуры — функцию общего надзора, а также принять Закон «О справедливом суде»— Борис Ложкин, выступление перед студентами КМБШ, 28 мая 2015 года.
3 июня 2015 года президент Порошенко назначил Бориса Ложкина заместителем председателя Национального совета реформ.
29 августа 2016 года состоялась кадрова ротация в команде президента — Борис Ложкин покинул должность главы АП и был назначен секретарем Национального инвестиционного совета (на общественных началах). «Произошла ротация в команде президента. В сегодняшних условиях я буду более эффективен, занимаясь инвестициями», — отметил Ложкин в своем интервью «Новому времени». Также 29 августа 2016 он был назначен внештатным советником президента Украины. Новым главой АП был назначен Игорь Райнин.
Как сообщило 2 мая 2017 года информагентство «Украинские новости», Борис Ложкин больше не значится в списке действующих внештатных советников президента, но значится в списке уволенных по состоянию на 25 апреля 2017 года.

### Национальный инвестиционный совет
29 августа 2016 года Борис Ложкин был назначен секретарём Национального инвестиционного совета (на общественных началах). Главой Национального инвестиционного совета является президент Украины Петр Порошенко. 10 октября 2017 года президент Украины Петр Порошенко подписал указ о формировании состава Национального инвестиционного совета, включив в него представителей компаний-стратегических инвесторов, которые уже работают или намерены работать на Украине. В Совет вошли СЕО и главы правлений компаний Cargil, General Electric, ArselorMittal, Louis Dreyfus, Socar, Citigroup, Engie, Metro, Unilever, Holtec, DP World, Vitol, Bunge, Posco Daewoo и Huawei. 7 февраля 2018 года Указом Президента Украины Борис Ложкин был освобожден с должности секретаря Национального инвестиционного совета.

## Возвращение к бизнес-деятельности
Как сообщает ИА «Лига», секретарь Национального инвестиционного совета Борис Ложкин и бывший министр инфраструктуры Андрей Пивоварский создали инвестиционную компанию. По данным госреестра юрлиц Министерства юстиции, компания «Самаан Капитал» зарегистрирована 27 мая 2016 года. Её единственный акционер — кипрская «Энсистар лимитед», конечный бенефициар — Борис Ложкин. Директор компании — Андрей Пивоварский.

## Критика
В сентябре 2012 года журнал «Украинский тиждень» обвинил медиа-холдинг UMH Group в массовой скупке 36 номера издания, в котором размещалась статья «Кто создал манипулятивную систему СМИ». На обложке номера были портреты Виктора Януковича, Дмитрия Фирташа, Рината Ахметова, Петра Порошенко и Бориса Ложкина. Некоторые дистрибьюторские сети (киевская «Пресса Трейд», харьковская «Твоя Пресса») отказались продавать «Украинскую неделю» «по техническим причинам», тем самым препятствуя распространению журнала среди населения. Согласно информации, полученной представителями журнала от работников розничных точек, номер скупали «те самые люди, которые поставляют журнал „Корреспондент“», входивший в структуру UMH Group. В UMH Group опровергли информацию об отказе от реализации и объяснили отсутствие 300 экземпляров «Украинской недели» на прилавках «техническими причинами». В комментарии «ВВС-Украина» пресс-секретарь медиа-холдинга Даниил Ваховский сообщил, что холдинг извинился перед изданием и предложил изданию маркетинговую компенсацию.
В сентябре 2015 года австрийская прокуратура открыла производство в отношении Бориса Ложкина, Григория Шверка и Светланы Шиян по подозрению в отмывании денег. По словам Сергея Лещенко, производство открыли в связи с продажей Ложкиным в 2013 году «Украинского медиа-холдинга» структурам Сергея Курченко, при этом перевод денег осуществлялся при помощи офшорных фирм через счета в австрийских банках.
Но уже в ноябре 2015 года представитель австрийской юридической компании CHSH Стефан Хубер подтвердил, что расследований в отношении Ложкина не ведется. Как отметил австрийский адвокат, прокуратура действительно открывала предварительное расследование по поводу транзакций между компаниями продавца и покупателя УМХ. Причиной открытия такого расследования послужил тот факт, что транзакции между компаниями, которые принимали участие в сделке по продаже медиа-холдинга, подпадают под формальные критерии, которые могут свидетельствовать об отмывании доходов. Однако после первоначального сбора фактов и доказательств прокурор прекратил данное расследование. По словам Хубера, юридическую компанию СHSH, представляющую интересы Бориса Ложкина, проинформировали в прокуратуре, что расследование было прекращено, поскольку «нет каких-либо фактических оснований для дальнейшего расследования данных обстоятельств». 11 апреля 2016 года «Deutsche Welle» сообщило, что австрийская специализированная прокуратура завершила проверку и дело было официально закрыто.
По словам народного депутата Сергея Лещенко, Администрация президента просила генпрокурора Виктора Шокина «помочь в вопросе» непродления санкции на арест соратника Виктора Януковича Юрия Иванющенко. В своем блоге Лещенко высказал предположение, что глава Администрации президента Украины Борис Ложкин «вероятно, до сих пор имеет общие интересы с Иванющенко относительно „Укрспирта“». Со ссылкой на неназванные источники «Украинская правда» в октябре 2015 года писала о том, что глава АП встречался с младшим партнером Юрия Иванющенко Иваном Аврамовым по вопросу «Укрспирта». Ложкин опроверг факт встреч. В то же время «Украинская правда» отмечала, что Борис Ложкин спокойно признает: и.о руководителя «Укрспирта» Романа Иванюка, которого называли креатурой главы АП, ему порекомендовал инвестиционный банкир, глава инвесткомпании Concorde Capital Игорь Мазепа. «Сказал, что у него есть ряд идей, как сделать эту кампанию не коррупционной, какой она была раньше, а нормальной, цивилизованной и прибыльной. Основную функцию он выполнил. Идея была в подготовке „Укрспирт“ к приватизации, после чего Фонд госимущества будет его продавать», — объяснил Ложкин.
В январе 2016 года журналисты «Украинской правды» опубликовали статью, в котором назвали Ложкина лоббистом интересов табачной компании «Мегаполис-Украина». В статье со ссылкой на неназванные источники отмечается, что «одним из совладельцев „Мегаполиса-Украина“ стал деловой партнёр Ложкина Борис Кауфман». Сам Ложкин опроверг существование каких-либо связей с Кауфманом и «Мегаполисом».

## Книги
- «Есть ли будущее у Харькова?». Харьков, 1998 г. В соавторстве с Игорем Душиным.
- «Выборы: технологии избирательных кампаний». Харьков, 1998. И. Душин, А. Сысун, Б. Ложкин.
- «Четвертая республика. Почему Европе нужна Украина, а Украине — Европа». Харьков, 2016. В соавторстве c Владимиром Федориным.

## Награды, звания и достижения
- Лауреат премии «Человек года-2003» в номинации «Предприниматель года» (Украина)[52].

- Заслуженный журналист Украины (2003)[53][54].

- Кандидат филологических наук.

- В 2003 году занял 84 место в топ-100 влиятельных украинцев по версии журнала «Корреспондент»[55].

- Лауреат всероссийской премии «Лучший медиаменеджер России» в номинации «За успешный вывод компании на открытый рынок капитала» (2008)[56].

- Победитель украинского конкурса «Предприниматель года», который является частью глобальной программы компании Ernst&Young — Entrepreneur Of The Year® Awards (2008).

- В 2013 году вошёл в список самых богатых людей Украины по версии журнала «Фокус» (№ 101 в списке, состояние — 126 млн долл.)[57]. В рейтинге журнала «Корреспондент» за тот же год занял 70 место со 144 млн долл.[58]

- 11 июля 2013 года Валентина Матвиенко наградила Бориса Ложкина почётной грамотой Совета Федерации «за большой вклад в развитие российских средств массовой информации на Украине и укрепление добрососедских отношений между двумя странами»[59][60][61].

- Вошёл в топ-30 самых влиятельных медиаменеджеров СНГ (2013)[62].

- Наградное оружие — пистолет «Beretta Px4 Storm» (8 октября 2014)[63].

- Почётный гражданин Харькова (2015).

- В мае 2017 года Борис Ложкин стал лауреатом премии «След в рекламе», присуждаемой Всеукраинской рекламной коалицией за вклад в становление и развитие рекламно-коммуникационного рынка на Украине[64].

## Доходы
Согласно данным электронной декларации, совокупный доход Бориса Ложкина и членов его семьи составил 13 587 783 гривны. При этом на долю супруги Надежды Шаломовой и матери Ларисы Ложкиной приходится доход в 11 038 388 гривен. Ложкин задекларировал наличными 7 403 500 гривен, 745 тыс. долларов США, 362 тыс. евро и 198,5 тыс. фунтов стерлингов. На его банковских счетах находились 12 128 641 гривна, 4226 долларов и 1166 евро. Кроме того, он указал в декларации 63 893 650 гривен, одолженных третьим лицам. Борис Ложкин указал в собственности два земельных участка (510 м² и 1201 м²) в Киевской области, дачный дом площадью 534,3 м², квартиру в Киеве площадью 290,5 м² и часть квартиры в Харькове площадью 33 м². Ложкину принадлежал автомобиль Lexus LX-570 2013 года выпуска. Также были задекларированы коллекция картин и скульптур, коллекция книг XIX—XX веков (46 единиц), беговая дорожка, восемь часов, пять памятных монет «25 лет независимости Украины» (общей стоимостью 654,7 тыс. гривен), комплект кухонной мебели и мебель в кабинет.

## Семья
Жена — Надежда Шаломова (в браке с 1993 года). Вошла в рейтинг «100 наиболее влиятельных женщин Украины» по версии журнала «Фокус».
Дочь — Анастасия (род. в 1994 году)